# Biegnij Warszawo

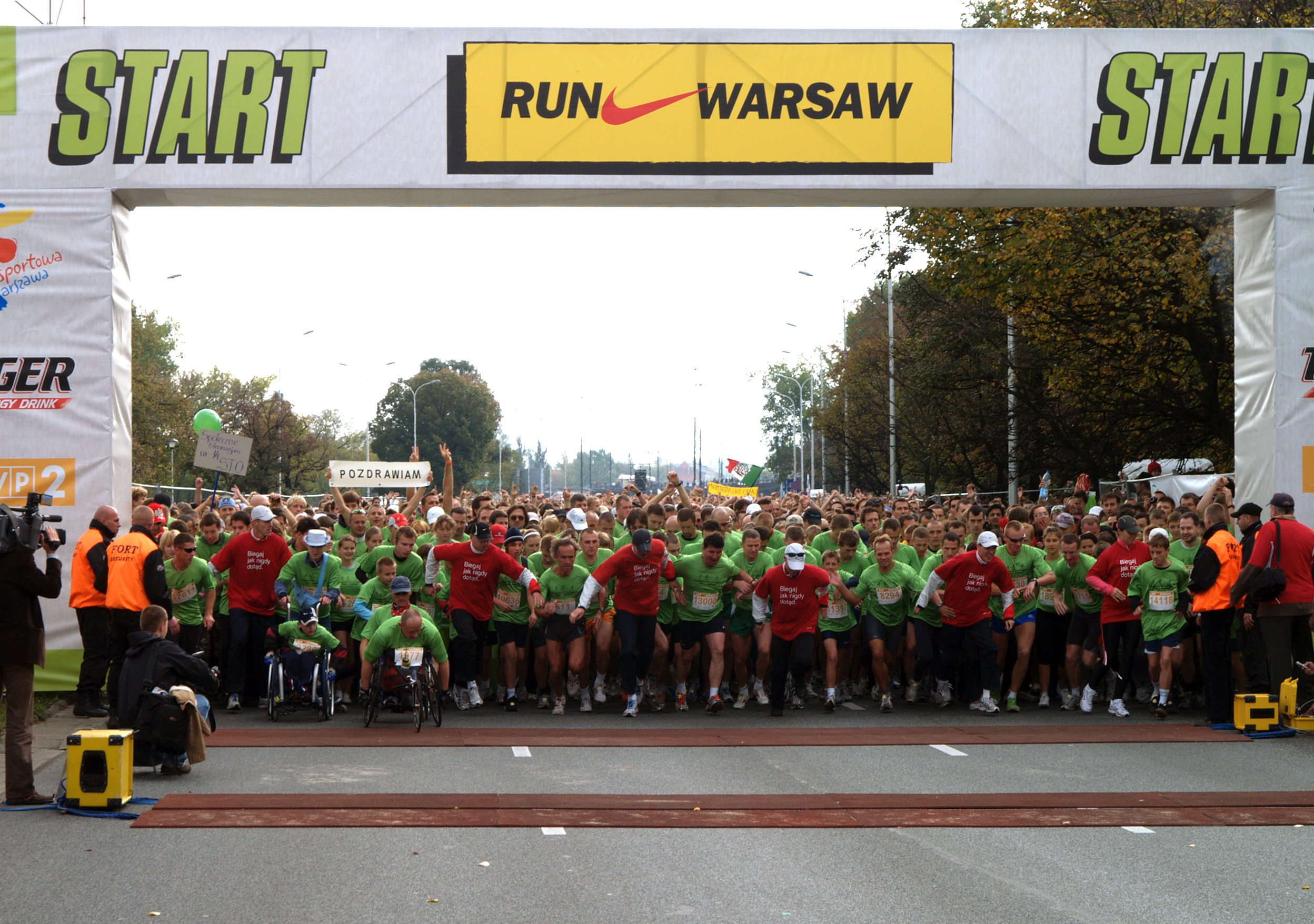
Moment startu biegu w 2007 roku

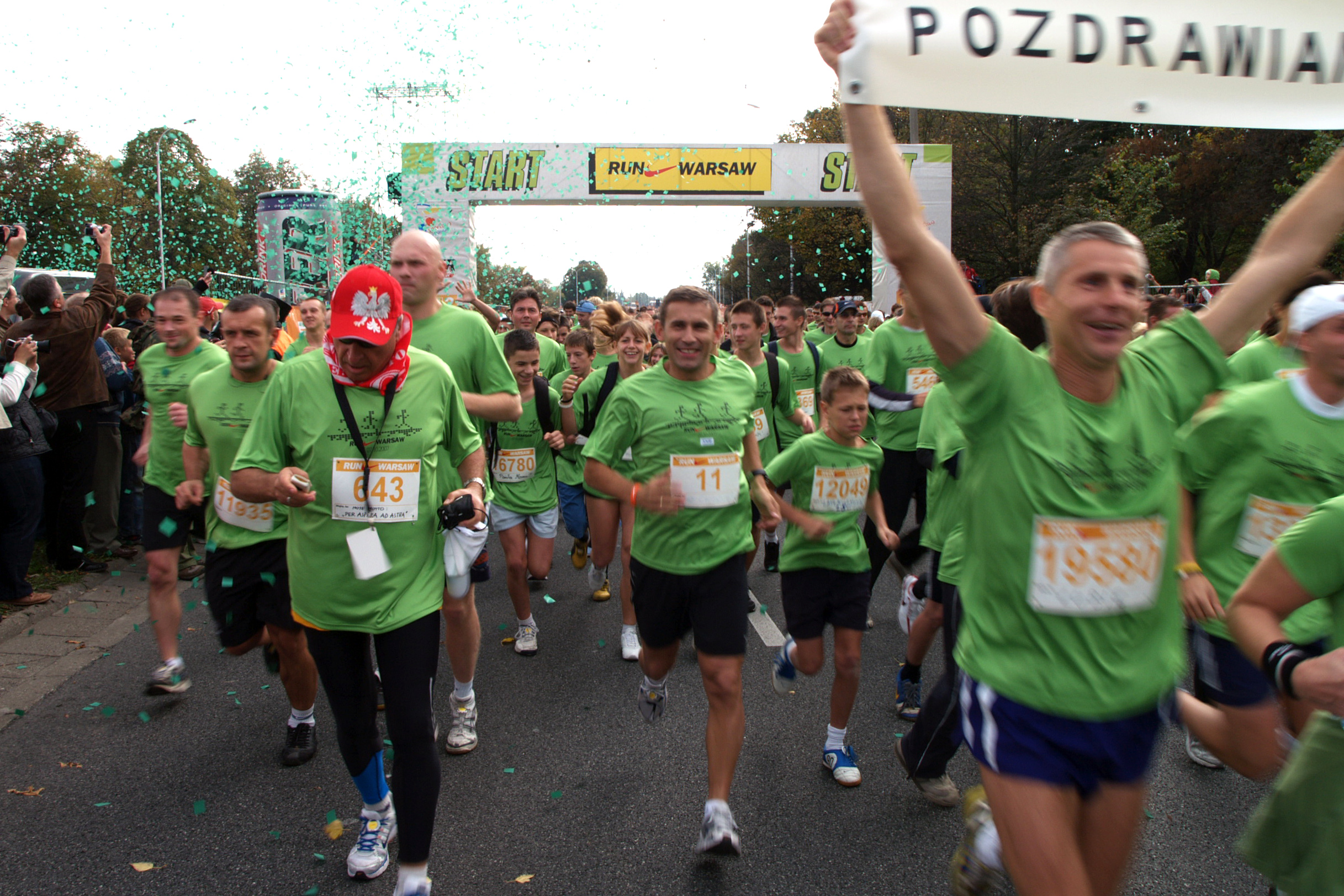
W chwilę po starcie biegu, w środku kadru Robert Korzeniowski

Biegnij Warszawo – coroczny warszawski, masowy bieg uliczny na dystansie 10 km (w 2007 także 5 km) odbywający się od 2005 roku.
Biec mogą osoby, które do dnia biegu ukończyły 16 lat. Ideą wydarzenia jest wspólne bieganie. Każdy, kto dobiegnie do mety, dostaje pamiątkowy medal, niezależnie od lokaty. Organizator wymaga startu w koszulce otrzymanej przy rejestracji. Czas, w jakim uczestnicy pokonali dystans, mierzony jest przy pomocy chipu RFID.
Kalendarium:
- W 2005 roku odbył się pierwszy bieg w cyklu (pod nazwą Run Warsaw, tylko na dystansie 5 km)
- W 2007 roku bieg odbył się pod nazwą Run Warsaw i towarzyszyło mu hasło Jeden Bieg, Tysiące Powodów
- W 2008 roku bieg odbył się w ramach ogólnoświatowej imprezy Nike+ Human Race
- Od 2009 roku bieg odbywa się pod nazwą Biegnij Warszawo
- w 10. edycji {5.10.2014} na podium biegu stanęli dwaj Kenijczycy i Polak, kolejno: 1. David Kiprono Metto, 2. Daniel Muindi Mutei, 3. Emil Dobrowolski[2].